# Doxofylline
Doxofylline (INN), (cũng được biết đến dưới tên doxophylline) là một loại thuốc dẫn xuất từ xanthine thường dùng để điều trị bệnh  hen phế quản.
Thuốc có tác dụng chống ho và làm giản phế quản , nguyên lý tác động của thuốc đóng vai trò như một chất ức chế phosphodiesterase.
Từ các nghiên cứu trên người và động vật cho thấy, doxophylline có tác động tương tự như theophylline nhưng các tác dụng phụ giảm đáng kể.
Không như các dẫn xuất khác từ xanthines, doxofylline không có ái lực đặc hiệu với các thụ thể adenosine và không gây kích ứng. Điều này cho thấy tác dụng chống hen phế quản thông qua một cơ chế khác, có thể là do tác động lên phosphodiesterase.